# Seth Saarinen
Seth Saarinen (Helsinki, 5 mei 2001) is een Fins-Zwitsers voetballer die doorgaans speelt als verdediger. Hij verruilde in 2025 KuPS voor De Graafschap.

## Clubcarrière
Saarinen begon met voetballen in de jeugdopleiding van HJK Helsinki, waarna hij een jaar speelde in de opleiding van FC Zürich. In 2018 ging hij naar Klubi-04 Helsinki, het tweede elftal van HJK Helsinki. Hij debuteerde in het betaald voetbal op 2 juni 2018 tegen AC Kajaani (1-5) in de Ykkönen, het tweede niveau van Finland. In januari 2020 verkaste Saarinen naar FC Haka Valkeakoski, dat uitkwam op het hoogste niveau, de Veikkausliiga. Hij speelde hier drie seizoenen, waarbij Haka in zijn derde seizoen dichtbij Europees voetbal kwam. De play-offs gingen verloren tegen VPS Vaasa.

### KuPS
In januari 2023 ging Saarinen naar KuPS. Hij speelde zich al snel in de basis en dat seizoen nam hij met KuPS deel aan de play-offs voor de UEFA Conference League tegen Derry City FC. Door verlies en gelijkspel plaatste de ploeg zich niet. Het seizoen erna werd Saarinen kampioen met KuPS. Ook won de ploeg de Finse voetbalbeker; er werd in de finale van FC Inter Turku gewonnen (2-1). Hierdoor speelde de ploeg weer play-offs voor de Conference League, deze keer tegen UNA Strassen (0-0 en 5-0). In de ronde erna werd KuPS uitgeschakeld door Tromsø IL, maar kwam Saarinen niet in actie.

### De Graafschap
In januari 2025 maakte Saarinen de overstap naar De Graafschap, in de Keuken Kampioen Divisie. Hij debuteerde op 16 januari tegen Heracles Almelo in de KNVB Beker (0-2). Twee weken later debuteerde hij ook in de Eerste divisie, tegen FC Emmen (4-0).

## Interlandcarrière
Saarinen heeft een Finse vader en een Zwitserse moeder, waardoor hij dus voor beide landen uit kan komen. Hij speelde voorheen jeugdinterlands voor Finland.

## Statistieken
| Seizoen | Club                | Competitie     | Competitie | Competitie | Beker | Beker | Overig | Overig | Totaal | Totaal |
| Seizoen | Club                | Competitie     | Wed.       | Dlp.       | Wed.  | Dlp.  | Dlp.   | Dlp.   | Wed.   | Dlp.   |
| ------- | ------------------- | -------------- | ---------- | ---------- | ----- | ----- | ------ | ------ | ------ | ------ |
| 2018    | Klubi-04 Helsinki   | Ykkönen        | 2          | 0          | 0     | 0     | 0      | 0      | 2      | 0      |
| 2019    | Klubi-04 Helsinki   | Kakkonen       | 20         | 1          | 2     | 0     | 0      | 0      | 22     | 1      |
| 2020    | FC Haka Valkeakoski | Veikkausliiga  | 12         | 0          | 6     | 1     | 0      | 0      | 18     | 1      |
| 2021    | FC Haka Valkeakoski | Veikkausliiga  | 16         | 2          | 2     | 0     | 3      | 0      | 21     | 2      |
| 2022    | FC Haka Valkeakoski | Veikkausliiga  | 21         | 1          | 9     | 0     | 7      | 0      | 37     | 1      |
| 2023    | Kuopion Palloseura  | Veikkausliiga  | 21         | 2          | 9     | 0     | 5      | 1      | 35     | 3      |
| 2024    | Kuopion Palloseura  | Veikkausliiga  | 15         | 1          | 12    | 0     | 5      | 0      | 32     | 1      |
| 2024/25 | De Graafschap       | Eerste divisie | 4          | 0          | 1     | 0     | 0      | 0      | 5      | 0      |
| Totaal  | Totaal              | Totaal         | 111        | 4          | 41    | 1     | 20     | 1      | 172    | 9      |

Bijgewerkt op 16 juni 2025.

## Erelijst
Kuopion Palloseura
- Finse voetbalbeker (1x): 2024
- Veikkausliiga (1x): 2024